# Sycettusa simplex
Sycettusa simplex är en svampdjursart som först beskrevs av Jenkin 1908.  Sycettusa simplex ingår i släktet Sycettusa och familjen Heteropiidae. Inga underarter finns listade i Catalogue of Life.